# Carleton Rode
Carleton Rode est une paroisse civile et un village du Norfolk, en Angleterre.